# Alte
Alte (in greco antico: Ἄλτης) o Altào è un personaggio della mitologia greca, citato nell'Iliade di Omero..

## Mito
Era il re dei Lelegi, popolazione dell'Asia Minore da sempre in ottimi rapporti coi Troiani: una delle sue figlie, Laotoe, sposò Priamo, che non volendo divorziare dalla moglie Ecuba aveva istituito la poligamia. Durante la guerra di Troia non poté intervenire personalmente, essendo ormai molto anziano, ma comunque inviò un contingente di uomini in aiuto del genero.